# The Boys (singel Girls’ Generation)
„The Boys” – singel południowokoreańskiej grupy Girls’ Generation, wydany cyfrowo 19 października 2011 roku. Utwór promował minialbum o tym samym tytule. Singel sprzedał się w Korei Południowej w nakładzie ponad 3 721 096 egzemplarzy (stan na 2011 r.).
The Boys Maxi Single ukazał się 21 grudnia 2011 roku.
Angielska wersja singla została wydana w Stanach Zjednoczonych 20 grudnia 2011 roku, przez Interscope Records i Universal Music Group w celu rozszerzenia popularności zespołu poza ich ojczystym krajem.
Japońska wersja utworu została wydana na japońskim albumie Re:package Album “GIRLS’ GENERATION”～The Boys～.

## Lista utworów
| Nr | Tytuł      | Słowa         | Muzyka                                        | Czas |
| -- | ---------- | ------------- | --------------------------------------------- | ---- |
| 1. | "The Boys" | Yoo Young-jin | DOM, Richard Garcia, Taesung Kim, Teddy Riley | 3:48 |

The Boys Maxi Single
| Nr | Tytuł                                                                  | Czas |
| -- | ---------------------------------------------------------------------- | ---- |
| 1. | "The Boys"                                                             | 3:48 |
| 2. | "The Boys" (Clinton Sparks & Disco Fries Remix) (featuring Snoop Dogg) | 4:17 |
| 3. | "The Boys" (Clinton Sparks & Disco Fries Remix) (featuring Lil Playy)  | 4:17 |
| 4. | "The Boys" *Bring Dem Boys* (Teddy Riley Remix) (featuring Suzi)       | 3:39 |
| 5. | "The Boys" *Bring the Boys Out* (David Anthony Remix)                  | 4:27 |
| 6. | "The Boys" *Bring the Boys* (Teddy Riley Remix)                        | 3:48 |
| 7. | "The Boys" (Instr.)                                                    | 3:48 |
| 8. | "The Boys" (Acapella)                                                  | 3:46 |

## Notowania
Wer. koreańska
| Lista                       | Najwyższa pozycja |
| --------------------------- | ----------------- |
| Gaon Weekly Digital Chart   | 1                 |
| Gaon Weekly Download Chart  | 1                 |
| Gaon Yearly Download Chart  | 10                |
| Gaon Weekly Streaming Chart | 1                 |
| Billboard K-Pop Hot 100     | 1                 |
| Billboard Japan Hot 100     | 12                |

Wer. angielska
| Lista                             | Najwyższa pozycja |
| --------------------------------- | ----------------- |
| Gaon Weekly Digital Chart         | 62                |
| Billboard Hot Dance Singles Sales | 5                 |
| Billboard Hot Singles Sales       | 15                |